# Hernando de Ribera (conquistador)
Hernando de Ribera (XV-siglo XVI) fue un conquistador español, constructor de barcos, piloto de bergantín e intérprete, dado sus conocimientos de algunas lenguas nativas, como el guaraní. Fue uno de los primeros regidores de la ciudad de Asunción (Paraguay).
No se sabe a ciencia cierta el lugar de su nacimiento, si era de Huete (Cuenca) o sevillano, incluso de origen portugués, pues las pocas fuentes que hablan sobre ello difieren. Muchas expediciones españolas de la época contrataban a pilotos portugueses experimentados.

## Biografía

### Primer viaje a América
Las primeras noticias que se poseen sobre él lo sitúan como integrante de la expedición que, en abril de 1526, encabezó el veneciano Sebastián Caboto, o Cabot, con el objetivo incumplido de dirigirse al Maluco (Islas Molucas), donde años antes la expedición Magallanes-Elcano había descubierto especerías y otros géneros preciosos. Dicha expedición parte de Sanlúcar de Barrameda, financiada por una compañía sevillana, integrada por cinco navíos capitaneados por el propio Caboto.
Hernando de Ribera formó parte del grupo de expedicionarios de aquella empresa que llegó al cabo de Consolación y a Pernambuco, en las costas del Brasil. Es en ese momento donde, por informaciones de los portugueses, Sebastián Caboto cambia el destino de la expedición, decidiendo dirigirse al Río de la Plata en busca del legendario “Rey Blanco”. Debido a este giro en el destino de la expedición, así como a una pésima gestión del viaje por parte de Caboto, parte de los miembros se amotinan, siendo abandonados en una isla de Brasil. No obstante, sabemos que Hernando de Ribera fue parte del grupo que siguió con Caboto hacia el sur, llegando al río Paraná a través del Río de la Plata.
Se quedó en el Río de la Plata cuando Sebastián Gaboto volvió a España en 1530.
En 1536 aparece de nuevo en el área de la ciudad colonial española, ya desaparecida, de San Francisco de Mbiazá, o de la Vera (actual São Francisco do Sul, Brasil), cerca de la Isla de Santa Catarina, conviviendo con los indígenas y algunos otros españoles, portugueses y genoveses procedentes de las expediciones anteriores de Juan Díaz de Solís, Sebastián Caboto, Aleixo Garcia o Juan de Ayolas. Este asentamiento llegó a ser la vía normal de entrada de los españoles a la zona, y fue allí donde aprendió a hablar las lenguas autóctonas.

### Estancia en Buenos Aires y fundación de La Asunción
Ese mismo año fue recogido de allí por el capitán Gonzalo de Mendoza, que había sido enviado por su pariente, Pedro de Mendoza y Luján, hacia esa parte del territorio brasileño en busca de alimentos, y trasladados al Puerto de Nuestra Señora del Buen Ayre (actual Buenos Aires). La misión tuvo un completo éxito, volvió el 17 de octubre de 1536 cargada de harinas de mandioca y maíz, manteca de pescado, buena cantidad de maíz y habillas.
Entre los recogidos, además de Hernando de Ribera, se encontraban otras nueve personas que habían convivido largo tiempo con los nativos (el extremeño Gonzalo Pérez de Morán, Andrés de Arzamendia, Pedro Galván, Antonio Martínez, Pedro Genovés, Juan Pérez, Ruy García Mosquera o Rodrigo Mosquera, Francisco Rodríguez y un tal Guevara), aprendiendo sus lenguas. Diez fueron estos que, junto a sus mujeres nativas, hijos mestizos y sirvientes, se trasladan a Buenos Aires, siendo probablemente la primera generación de conquistadores, y mestizos, que hablaban lenguas nativas y conocían sus costumbres.
Una vez allí, Ribera se unió a la gente de Pedro de Mendoza y, como conocedor de las características de la tierra y las lenguas de los lugareños sirvió de intérprete y participó en la planificación de las diversas expediciones que por entonces se organizaron.
En 1537 construyó tres bergantines y, junto a dos de ellos capitaneados por Juan de Salazar de Espinosa y Gonzalo de Mendoza, organizó una expedición en busca de Juan de Ayolas, que andaba buscando la vía a la "Sierra de la Plata". Durante este viaje, a mediados de agosto, participó, junto a Juan de Salazar en la fundación material de la Asunción. La fundación consistió en la construcción de una empalizada de madera a modo de fuerte en el día de Nuestra Señora de La Asunción, en pleno territorio guaraní sobre el río Paraguay. Parece ser que este acto fue consejo de Hernando de Ribera hacia Salazar dadas las excelentes características del lugar. Desde allí vuelve a Buenos Aires.
En junio de 1538, bajo el mando de Gonzalo de Mendoza y por orden de Francisco Ruiz Galán, pilota la nao, o galeón, llamado “Anunciada” hacia la Isla de Santa Catarina en busca de provisiones para la colonia hambrienta de Buenos Aires. Allí, se encuentra con la nao “Marañona” a cargo de Alonso Cabrera, que llegaba como valedor del Emperador Carlos, convinieron viajar ambas naos juntas. A su vuelta, a primeros de noviembre de 1538, la “Anunciada” naufraga debido a una tormenta en la boca del Río Paraná, pero todos los tripulantes son recogidos por la “Marañona”.

### Vuelta a La Asunción
Abandona Buenos Aires en 1540, un año antes de su despoblamiento, dirigiéndose a La Asunción, donde se le conoce un pleito con Gaspar de Ortigoza.
A partir de 1542 trabajó como Mayordomo a las órdenes del adelantado Alvar Núñez Cabeza de Vaca, junto a su pariente, el también capitán Francisco de Ribera.
El 23 de noviembre de 1543, una expedición de Cabeza de Vaca se desplaza a la recién fundada ciudad llamada Puerto de los Reyes (muy cerca de la actual Bahía Negra, Paraguay). Rápidamente dos expediciones fueron organizadas: la primera, capitaneada por Francisco de Ribera, dirigida al oeste con otros seis españoles y algunos guaraníes que, tras poco tiempo debió de retroceder por los duros ataques de los indígenas. La segunda, capitaneada por Hernando de Ribera.

### Expedición en busca del “Rey Blanco” y de la “Sierra de la Plata”
Desde el 6 de diciembre de 1543 al 30 de enero de 1544, Cabeza de Vaca puso al mando de Hernando de Ribera una expedición integrada por 52 hombres, y unos 600 indígenas, cuya misión “diplomática” era conseguir víveres, obtener información sobre la zona e investigar sobre la famosa e idílica «sierra de Plata y las tierras del Rey Blanco», para sí abrir el camino a futuras expediciones. Utilizando un bergantín llamado “Golondrino”, remontó el río Igatú (afluente de los ríos Yaiva y Yacareati, probablemente el actual río Paraguay) durante 18 días hasta un lago en las tierras de los indios xarayes o jarayes (actuales guatos) donde desembarcó en una ciudad que llamaron Camire (en la laguna de Jarayes, sobre las costas de la laguna La Gaiba), en honor al cacique local. Con 40 hombres y un guía indígena se adentra tierra adentro durante tres días para entablar contacto con los pueblos indígenas de la zona (urtueses, aburuñes y otros que los visitaron), dejando los otros 12 hombres custodiando el bergantín.
Durante este viaje la tribu de los urtuenses le hablan de la existencia río más arriba de un pueblo de mujeres amazonas, así como de lugares donde el oro y la plata abundaban. Esta leyenda del “Rey Blanco” y de la “Sierra de la Plata” (similar a la de “El Dorado”) perdurará varios siglos, enriqueciendo la imaginación de aventureros desde esa época hasta bien entrado el siglo XX. También recabó importante información sobre la geografía del lugar así como de sus habitantes.
Junto a Hernando de Ribera iba el famoso cronista alemán Ulrico Schmidl, el cual dejó constancia de ello por escrito a través de su “Relación”, una crónica sobre los sucesos.
En realidad, la expedición de Hernando de Ribera llegó hasta la actual región de El Chaco Boreal remontando el río Paraguay, al norte del Alto Paraguay, siendo los primeros europeos en adentrarse por aquellos parajes.
A su vuelta al Puerto de Los Reyes (30 de enero de 1544), un enfermo Hernando de Ribera intentó informar a Cabeza de Vaca sobre los resultados de la expedición, pero éste no le atendió de inmediato. Además del deplorable estado en que se encontraba el asentamiento, parece ser que Cabeza de Vaca estaba furioso con él por haber prolongado demasiado su expedición, por lo que lo encarceló y quitó a todos los miembros de la expedición las pertenencias y objetos que trajo del viaje. Una vez intentó colgarle de un árbol, muchos miembros de su expedición se amotinaron, lo que hizo de Cabeza de Vaca rehusara, y devolviera todas las pertenencias confiscadas. Estos últimos hechos tranquilizaron los ánimos de ambas partes.
Antes de informar a Cabeza de Vaca, y debido a las lluvias e inundaciones, el 23 de marzo de 1544, los españoles abandonan definitivamente el Puerto de los Reyes, dejándolo despoblado, trasladándose a la Asunción, donde llegan el 18 de abril del mismo año tras un viaje caracterizado por el ataque continuo de los aborígenes, perdiendo a un solo español.

### Sucesos en la elección de Gobernador del Paraguay
No se sabe si formó parte de la rebelión que hubo más tarde contra Alvar Núñez Cabeza de Vaca (1545), pero sí sabemos que testificó por los hechos ante el escribano Pero Hernández en la ciudad de la Asunción, ya que Cabeza de Vaca no llegó a tener noticia de la exploración de Hernando de Ribera hasta que ya estuvo en España.
Domingo Martínez de Irala se auto-proclama Gobernador del Paraguay, quien nombró a Francisco de Mendoza como su lugarteniente, ya que abandona la ciudad en busca de nuevas conquistas. En ese momento Hernando de Ribera (1545), junto a otros como el capitán Alonso Riquelme de Guzmán o Fray Luis de Miranda, aconsejan incluso presionan a un vacilante Francisco de Mendoza a que renuncie al gobierno de La Asunción que le dejó Irala. Hernando de Ribera opinaba que la elección de Gobernador no fue la correcta. Francisco de Mendoza creyó que Irala había muerto, por lo que se vio forzado a nombrar otro gobernador, Diego de Abreu, que más tarde le decapitó por traición (1547). A partir de este momento, Hernando de Ribera pasa a apoyar claramente a Abreu, creyendo a Irala muerto.
En 1549, capitaneó un bergantín con destino de España, escoltando hasta el cabo de Santa María a una carabela, capitaneada por Alonso Riquelme de Guzmán, que transportaba partidarios de Diego de Abreu para que la Monarquía, a través del Consejo de Indias, le confirmase su mando sobre La Asunción, frente a la facción de Irala. No obstante, la carabela chocó con un afloramiento rocoso llamado "banco de los castellanos" (hoy en día se le conoce como "Banco Inglés") y Hernando de Ribera tuvo que recoger a los náufragos de la costa uruguaya (tierra de los indios charrúas) y volver a La Asunción (1549), donde ya se encontraba Irala.
A partir de 1550 suceden acontecimientos que terminan con la ejecución de Abreu y el reconocimiento de Irala como Gobernador, y el consiguiente silencio y abandono de Hernando de Ribera, quizás para salvar su vida.

### Huida a España y regreso a América
Parece que a raíz de estos acontecimientos se trasladó a España de donde, o pensó al menos, volver al Paraguay. Su nombre figura por última vez en la lista de los que en 1569 vendrían al Río de la Plata con Juan Ortiz de Zárate. Por tanto, se presupone que apareció de nuevo por el Río de la Plata allá por octubre de 1572, fecha en que la expedición llegó a dicho lugar.
La misma fuente que indica que pudo nacer en Sevilla, también dice que falleció en la Asunción (Paraguay).

## Matrimonio y descendencia
Cuando estaba a las órdenes de Alvar Núñez Cabeza de Vaca, Hernando de Ribera viajaba con su mujer y su hija.
Una de las referencias documentadas sobre la sexualidad de Alvar Núñez Cabeza de Vaca, es la que presentaron cuatro testigos en los testimonios referentes a su gobernación del Río de la Plata, en que le acusaban de tener como concubina a la mujer de su capitán y mayordomo Hernando de Ribera.
Su mujer debía de provenir de San Francisco de la Vera, de donde Hernando de Ribera fue rescatado en 1536, por lo que debería de tratarse de una nativa o, menos probablemente, de una mestiza. En cualquier caso, su hija era mestiza.
Su hija pudo ser María Ortiz de Ribera (c. 1534 - c.1594), casada en Asunción (Paraguay) en 1570 con el capitán madrileño Pedro de Orduña Mondragón (n .1540). Tuvieron dos hijas, y dos hijos: Francisca, María, Sebastián, y Hernando.